# 西南胡麻草
西南胡麻草（学名：Centranthera cochinchinensis var. nepalensis）为玄参科胡麻草属下的一个变种。